# Festejo de las vaquillas (Albacete)
El festejo de las vaquillas es un evento tradicional popular que se celebra en las mañanas de septiembre en la ciudad española de Albacete con motivo de la Feria de Albacete.
Tienen lugar durante diez días consecutivos, del 8 al 17 de septiembre, en honor a la Virgen de los Llanos, patrona de la ciudad, dentro de los cientos de actos que componen la famosa Feria de Albacete, declarada de Interés Turístico Internacional.
A las 10 de la mañana miles de corredores y espectadores se concentran ante las vaquillas en la plaza de toros de Albacete, en el ruedo y en sus gradas. También se celebran eventos de Gran Prix, concursos de recortes, etc.
Es habitual prolongar la fiesta hasta el amanecer y desayunar churros para asistir al festejo de las vaquillas. La entrada es gratuita. En 2014 contó con entre 70 000 y 80 000 asistentes.